# Кубок Европейской конфедерации волейбола среди женщин 2009/2010
30-й розыгрыш Кубка Европейской конфедерации волейбола (ЕКВ) среди женщин проходил с 7 декабря 2009 по 3 апреля 2010 года с участием 31 клубной команды из 20 стран-членов Европейской конфедерации волейбола. Победителем турнира стала итальянская команда «Ямамай» (Бусто-Арсицио).

## Команды-участницы
| Страна      | Команда                                |
| ----------- | -------------------------------------- |
| Австрия     | «СВС Пост» (Швехат)                    |
| Австрия     | «Шпаркассе Вилдкатс» (Клагенфурт)      |
| Азербайджан | «Азеррейл» (Баку)                      |
| Азербайджан | «Рабита» (Баку)                        |
| Бельгия     | «Гент» (Гент)                          |
| Бельгия     | «Дофин» (Шарлеруа)                     |
| Германия    | «Шверинер» (Шверин)                    |
| Греция      | «Панатинаикос» (Афины)                 |
| Испания     | «Валериано Альес Менорка» (Сьюдадела)  |
| Италия      | «Ямамай» (Бусто-Арсицио)               |
| Кипр        | АЭЛ (Лимасол)                          |
| Нидерланды  | «Верт» (Верт)                          |
| Нидерланды  | «Слидрехт Спорт» (Слидрехт)            |
| Польша      | «Импел-Гвардия» (Вроцлав)              |
| Польша      | «Фармутил» (Пила)армутил"              |
| Португалия  | «Мадейра» (Фуншал)                     |
| Португалия  | «Рибейренше» (Лажиш-ду-Пику)           |
| Россия      | «Уралочка-НТМК» (Свердловская область) |
| Румыния     | «Динамо» (Бухарест)                    |
| Румыния     | «Томис» (Констанца)                    |
| Сербия      | «Динамо» (Панчево)                     |
| Сербия      | «Црвена Звезда» (Белград)              |
| Словения    | «Нова-КБМ-Браник» (Марибор)            |
| Турция      | «Тюрк Телеком» (Анкара)                |
| Турция      | «Эджзаджибаши» (Стамбул)               |
| Украина     | «Северодончанка» (Северодонецк)        |
| Франция     | «Истр Уэс Прованс» (Истр)              |
| Франция     | «Канне-Рошвиль» (Ле-Канне)             |
| Хорватия    | «Азена» (Велика-Горица)                |
| Хорватия    | «Сплит-1700» (Сплит)                   |
| Швейцария   | «Волеро» (Цюрих)                       |
| Швейцария   | «Канти» (Шаффхаузен)                   |

## Система проведения розыгрыша
В розыгрыше участвует 31 команда. Соревнования состоят из трёх раундов плей-офф и финального этапа.
Во всех стадиях плей-офф команды делятся на пары и проводят между собой по два матча с разъездами. Победителем пары выходит команда, одержавшая две победы. В случае равенства побед победителем пары становится команда, имеющая лучшее соотношение партий по итогам двух встреч. Если и соотношение партий равно, то назначается «золотой» сет (до 15 очков), победивший в которой выходит в следующую стадию турнира.
Победители четвертьфинальных серий выходят в финальный этап, который проводится в формате «финала четырёх» (два полуфинала и два финала — за 3-е и 1-е места).

## 1/16 финала
1-3.12/ 8-10.12.2009
 «Канне-Рошвиль» (Ле-Канне) —  «Слидрехт Спорт» (Слидрехт)
2 декабря. 3:1 (25:19, 25:19, 17:25, 25:17).
9 декабря. 3:1 (19:25, 25:20, 25:18, 25:22).
 «Импел-Гвардия» (Вроцлав) —  «Рабита» (Баку)
1 декабря. 1:3 (20:25, 26:24, 15:25, 11:25).
10 декабря. 1:3 (15:25, 25:23, 15:25, 23:25).
 «СВС Пост» (Швехат) —  «Азеррейл» (Баку)
3 декабря. 2:3 (25:21, 25:27, 22:25, 25:21, 16:18).
8 декабря. 0:3 (18:25, 20:25, 18:25).
 «Эджзаджибаши» (Стамбул) —  «Верт»
1 декабря. 3:1 (22:25, 25:19, 25:12, 25:10).
9 декабря. 3:1 (25:10, 16:25, 25:14, 25:20).
 «Ямамай» (Бусто-Арсицио) —  «Азена» (Велика-Горица)
3 декабря. 3:0 (25:14, 25:18, 25:17).
9 декабря. 3:1 (25:12, 19:25, 25:15, 25:14).
 «Гент» —  «Северодончанка» (Северодонецк)
1 декабря. 3:2 (25:23, 22:25, 25:21, 23:25, 15:11).
9 декабря. 3:2 (10:25, 25:21, 19:25, 25:17, 15:9).
 «Сплит-1700» (Сплит) —  «Динамо» (Бухарест)
1 декабря. 2:3 (25:22, 23:25, 20:25, 25:19, 12:15).
8 декабря. 1:3 (25:22, 9:25, 15:25, 14:25).
 «Шверинер» (Шверин) —  «Канти» (Шаффхаузен)
1 декабря. 3:0 (30:28, 25:23, 25:17).
9 декабря. 3:0 (25:17, 25:23, 25:12).
 «Фармутил» (Пила) —  «Волеро» (Цюрих)
1 декабря. 3:2 (25:20, 25:23, 15:25, 19:25, 15:10).
9 декабря. 3:2 (25:20, 15:25, 17:25, 25:21, 15:11).
 АЭЛ (Лимасол) —  «Томис» (Констанца)
2 декабря. 0:3 (17:25, 10:25, 14:25).
8 декабря. 0:3 (21:25, 16:25, 16:25).
 «Дофин» (Шарлеруа) —  «Нова-КБМ-Браник» (Марибор)
2 декабря. 2:3 (28:26, 23:25, 25:21, 17:25, 10:15).
9 декабря. 3:0 (25:14, 25:21, 25:20).
 «Панатинаикос» (Афины) —  «Уралочка-НТМК» (Свердловская обл.)
2 декабря. 1:3 (16:25, 25:17, 23:25, 20:25).
8 декабря. 0:3 (16:25, 20:25, 14:25).
 «Тюрк Телеком» (Анкара) —  «Динамо» (Панчево)
Отказ «Тюрк Телекома».
 «Шпаркассе Вилдкатс» (Клагенфурт) —  «Рибейренше» (Лажиш-ду-Пику)
2 декабря. 1:3 (15:25, 14:25, 28:26, 21:25).
9 декабря. 3:1 (25:17, 25:15, 13:25, 25:19). «Золотой» сет — 15:12.
 «Црвена Звезда» (Белград) —  «Мадейра» (Фуншал)
2 декабря. 3:0 (25:10, 25:11, 25:5).
9 декабря. 3:0 (25:10, 25:20, 25:18).
 «Истр Уэс Прованс» (Истр) —  «Валериано Альес Менорка» (Сьюдадела)
2 декабря. 0:3 (18:25, 20:25, 16:25).
9 декабря. 1:3 (18:25, 25:23, 21:25, 21:25).
Выбывшие команды заявлены в 1/16-финала Кубка вызова ЕКВ.

## 1/8 финала
5-7.01/ 13-14.01.2010
 «Канне-Рошвиль» (Ле-Канне) —  «Рабита» (Баку)
6 января. 3:1 (25:22, 21:25, 25:22, 25:18).
14 января. 0:3 (22:25, 21:25, 18:25).
 «Азеррейл» (Баку) —  «Эджзаджибаши» (Стамбул)
7 января. 2:3 (25:23, 25:23, 21:25, 10:25, 15:17).
13 января. 0:3 (15:25, 22:25, 15:25).
 «Ямамай» (Бусто-Арсицио) —  «Гент»
6 января. 3:1 (23:25, 25:16, 25:16, 25:17).
13 января. 3:1 (25:17, 23:25, 25:17, 27:25).
 «Динамо» (Бухарест) —  «Шверинер» (Шверин)
6 января. 3:1 (25:23, 25:15, 16:25, 25:17).
13 января. 0:3 (23:25, 22:25, 22:25).
 «Фармутил» (Пила) —  «Томис» (Констанца)
6 января. 0:3 (14:25, 15:25, 22:25).
13 января. 0:3 (19:25, 10:25, 17:25).
 «Дофин» (Шарлеруа) —  «Уралочка-НТМК» (Свердловская обл.)
6 января. 1:3 (19:25, 25:23, 19:25, 19:25).
14 января. 0:3 (13:25, 13:25, 13:25).
 «Динамо» (Панчево) —  «Шпаркассе Вилдкатс» (Клагенфурт)
5 января. 3:1 (21:25, 28:26, 25:16, 25:21).
14 января. 3:0 (25:19, 25:17, 25:19).
 «Црвена Звезда» (Белград) —  «Валериано Альес Менорка» (Сьюдадела)
6 января. 3:0 (25:21, 25:16, 25:21).
13 января. 1:3 (15:25, 25:18, 22:25, 20:25).

## Четвертьфинал
17-18.02/ 23-25.02.2010
 «Рабита» (Баку) —  «Эджзаджибаши» (Стамбул)
18 февраля. 3:0 (25:20, 27:25, 25:16).
24 февраля. 1:3 (23:25, 17:25, 25:21, 21:25).
 «Ямамай» (Бусто-Арсицио) —  «Шверинер» (Шверин)
18 февраля. 3:2 (25:22, 21:25, 25:21, 17:25, 15:10).
24 февраля. 3:1 (17:25, 25:19, 26:24, 25:18).
 «Томис» (Констанца) —  «Уралочка-НТМК» (Свердловская обл.)
17 февраля. 1:3 (24:26, 25:27, 25:11, 21:25).
25 февраля. 1:3 (17:25, 20:25, 29:27, 21:25).
 «Динамо» (Панчево) —  «Црвена Звезда» (Белград)
17 февраля. 0:3 (16:25, 12:25, 15:25).
23 февраля. 0:3 (20:25, 12:25, 14:25).

## Финал четырёх
20—21 марта.  Баку.
Участники:
 «Рабита» (Баку) 

 «Ямамай» (Бусто-Арсицио)

 «Уралочка-НТМК» (Свердловская область)

 «Црвена Звезда» (Белград)

### Полуфинал
20 марта
 «Ямамай» —  «Рабита»
3:2 (25:15, 22:25, 25:21, 17:25, 15:12)
 «Црвена Звезда» —  «Уралочка-НТМК»
3:2 (21:25, 25:18, 25:23, 29:31, 15:11)

### Матч за 3-е место
21 марта
 «Рабита» —  «Уралочка-НТМК»
3:1 (16:25, 25:12, 25:22, 25:16)

### Финал
| 21 марта 2010 | \| «Ямамай» (Бусто-Арсицио) \| 3:1 old.cev.eu \| «Црвена Звезда» (Белград) \| \| Лючия Кризанти (10) Фернанда Феррейра Гелена Гавелкова (19) Барбара Кампанари (5) Кармен Турля (21) Барбара Де Лука (3) Мауриция Борри (либеро) Катерина Ковачова Федерика Валериано (4) Ким Ми На \| Голы \| Елена Благоевич (13) Стефана Велькович (9) Ана Белица (8) Тамара Ракич (5) Надя Нинкович (10) Бояна Живкович (4) Нина Росич (либеро) Теодора Пушич (либеро) Ивана Нешович Любица Кецман Елена Медаревич \| | Баку Олимпийский спортивный центр «Серхедчи» 1000 зрителей |
| Счёт по партиям — 22:25, 25:22, 25:12, 25:22. Время матча — 1 час 44 минуты. Судьи: Душан Годон, Харальд Соджа.                                                                                    | | |
| «Ямамай» (Бусто-Арсицио) | 3:1 old.cev.eu | «Црвена Звезда» (Белград) |
| Лючия Кризанти (10) Фернанда Феррейра Гелена Гавелкова (19) Барбара Кампанари (5) Кармен Турля (21) Барбара Де Лука (3) Мауриция Борри (либеро) Катерина Ковачова Федерика Валериано (4) Ким Ми На | Голы | Елена Благоевич (13) Стефана Велькович (9) Ана Белица (8) Тамара Ракич (5) Надя Нинкович (10) Бояна Живкович (4) Нина Росич (либеро) Теодора Пушич (либеро) Ивана Нешович Любица Кецман Елена Медаревич |

### Итоги

#### Положение команд
| «Ямамай» (Бусто-Арсицио)                  |
| «Црвена Звезда» (Белград)                 |
| «Рабита» (Баку)                           |
| 4. «Уралочка-НТМК» (Свердловская область) |

#### Призёры
«Ямамай» (Бусто-Арсицио): Фернанда Феррейра, Федерика Валериано, Ким Ми На, Кармен Турля, Катерина Ковачова, Джулия Декорди, Барбара Кампанари, Мауриция Борри, Лючия Кризанти, Барбара Де Лука, Гелена Гавелкова. Главный тренер — Карло Паризи.
  «Црвена Звезда» (Белград): Елена Медаревич, Любица Кецман, Надя Нинкович, Тамара Ракич, Нина Росич, Бояна Живкович, Стефана Велькович, Ана Белица, Ивана Нешович, Елена Благоевич, Теодора Пушич, Йована Стеванович. Главный тренер — Ратко Равличевич.
  «Рабита» (Баку): Бояна Доганич, Фарида Расулова, Виктория Гурова, Сильвия Попович, Ольга Андрусенко, Весна Томашевич, Розанжела Коррея ду Насименту, Александра Аврамович, Саня Старович, Анна Евсикова, Эвелина Цветанова, Лидия Лучко. Главный тренер — Чеслав Тобольский.

#### Индивидуальные призы
MVP: Кармен Турля («Ямамай»)
Лучшая нападающая: Саня Старович («Рабита»)
Лучшая блокирующая: Лючия Кризанти («Ямамай»)
Лучшая связующая: Бояна Живкович («Црвена Звезда»)
Лучшая либеро: Сильвия Попович («Рабита»)
Лучшая на подаче: Стефана Велькович («Црвена Звезда»)
Лучшая на приёме: Тамара Ракич («Црвена Звезда»)
Самая результативная: Кармен Турля («Ямамай»)